# Белене (острів)

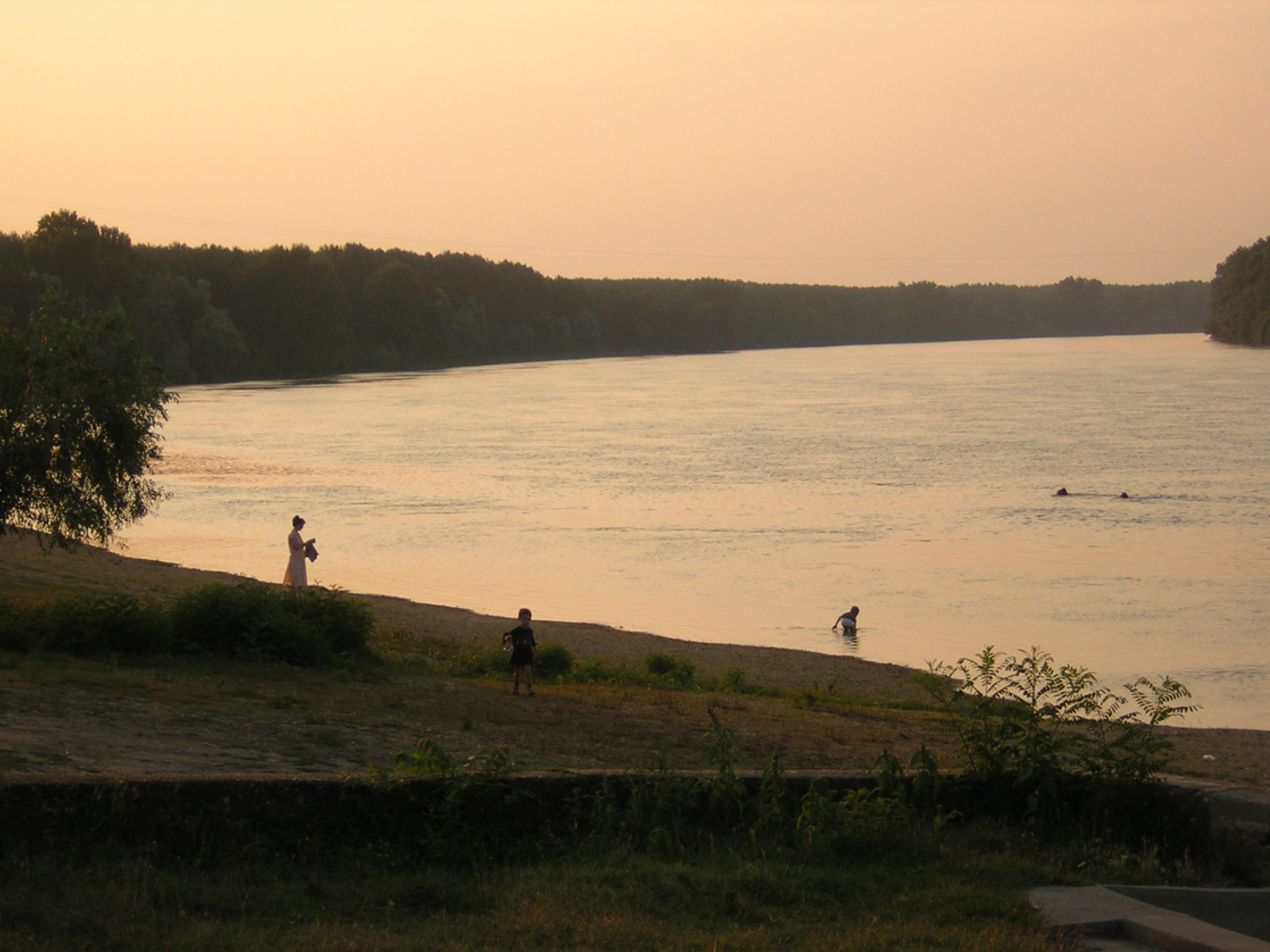
Дунай між Беленом та островом Белене

Острів Белене (болг. остров Белене, ostrov Belene) або острів Персін (остров Персин, ostrov Persin) — найбільший острів у болгарських водах. Острів утворений річкою Дунай, яка розпадається на два рукави, що проходять на північ і південь від нього. Міжнародний кордон між Болгарією та Румунією йде за північним руслом річки, і тому острів Белене є частиною болгарської території. Острів становить 14,5 кілометра (9,0 миля) у довжину і сягає 6 км (3,7 миля) у ширину; він розташований на Дунаї, на північ від міста Белене. Острів Белене — четвертий за величиною острів Дунаю: під час середнього припливу його площа становить 41,078 квадратного кілометра (15,860 миля2). Під час припливу частини острова затоплені водою. Острів пов'язаний з містом Белене понтонним мостом.
Острів Белене є частиною комплексу островів Белене та природного парку Персіна, де мешкає понад 170 видів рідкісних водних птахів, таких як коровайка, баклан малий, сорокопуд чорнолобий, казарка червоновола та інші. Флора острова Белене представлена вербами, тополями та осиками; є трохи орної землі. Острів утворився з алювіальних відкладів.
Острів сумно відомий концтабором Белене, який функціонував там для утримання політв'язнів між 1949—1953 та 1956—1959. В'язниця в Белене все ще працює як пенітенціарна установа в західній частині острова, тоді як східна частина в управлінні природного заповідника.
На сусідньому острові Сінгхінареле відбулася битва на початку жовтня 1916 року, під час Першої світової війни.